# God Shave the Queens
God Shave the Queens es una serie de televisión documental sobre la gira que siguió a la primera temporada de RuPaul's Drag Race UK. El programa se estrenó originalmente internacionalmente el 10 de septiembre de 2020 en WOW Presents Plus y en BBC iPlayer el 15 de noviembre de 2020. La serie de ocho episodios sigue a las concursantes de Drag Race UK Gothy Kendoll, Scaredy Kat, Vinegar Strokes, Crystal, Sum Ting Wong, Blu Hydrangea, Cheryl Hole, Baga Chipz, Divina de Campo y The Vivienne, así como a su coreógrafa Alyssa Edwards en una gira por seis ciudades del Reino Unido.